# Patryk Kencki
Patryk Kencki – polski historyk teatru, doktor habilitowany nauk humanistycznych.

## Życiorys
W 1994 roku ukończył III Liceum Ogólnokształcące im. gen. Józefa Sowińskiego w Warszawie. W 1999 ukończył studia magisterskie na Wydziale Teologicznym Uniwersytetu Kardynała Stefana Wyszyńskiego w Warszawie, a w 2003 na Wydziale Wiedzy o Teatrze Akademii Teatralnej im. Aleksandra Zelwerowicza w Warszawie. W 2009 obronił w Instytucie Sztuki Polskiej Akademii Nauk rozprawę doktorską Inspiracje starotestamentowe w dramacie polskiego renesansu (1545–1625) napisaną pod kierunkiem Jarosława Komorowskiego. W 2024 na podstawie monografii Staropolski Molière uzyskał w Instytucie Sztuki Polskiej Akademii Nauk stopień doktora habilitowanego.
Jest zatrudniony w Pracowni Teatru Dawnego w Instytucie Sztuki Polskiej Akademii Nauk oraz na Wydziale Aktorskim Państwowej Wyższej Szkoły Filmowej, Telewizyjnej i Teatralnej im. Leona Schillera w Łodzi. Związany był również z warszawskim Muzeum Teatralnym, Akademią Teatralną im. Aleksandra Zelwerowicza oraz "Pamiętnikiem Teatralnym". Przewodniczył Komisji Artystycznej Konkursu na Wystawienie Dawnych Dzieł Literatury Polskiej "Klasyka Żywa". Był sekretarzem Polskiego Towarzystwa Historyków Teatru.
Prowadzi ogólnopolskie Seminarium Historycznoteatralne. Współpracuje z teatrami, przygotowując scenariusze spektakli na podstawie tekstów staropolskich. Jest również stałym współpracownikiem Programu Drugiego Polskiego Radia. Przedmiotem jego badań naukowych są dzieje teatru i dramatu staropolskiego, tradycja biblijna w literaturze i teatrze oraz polska recepcja twórczości Molière'a.

## Monografie autorskie
- Inspiracje starotestamentowe w dramacie polskiego renesansu (1545–1625), Warszawa 2012.

- Staropolski Molière, Warszawa 2021.